# 社壇 (屏山)
22°26′47.95″N 114°00′21.54″E / 22.4466528°N 114.0059833°E

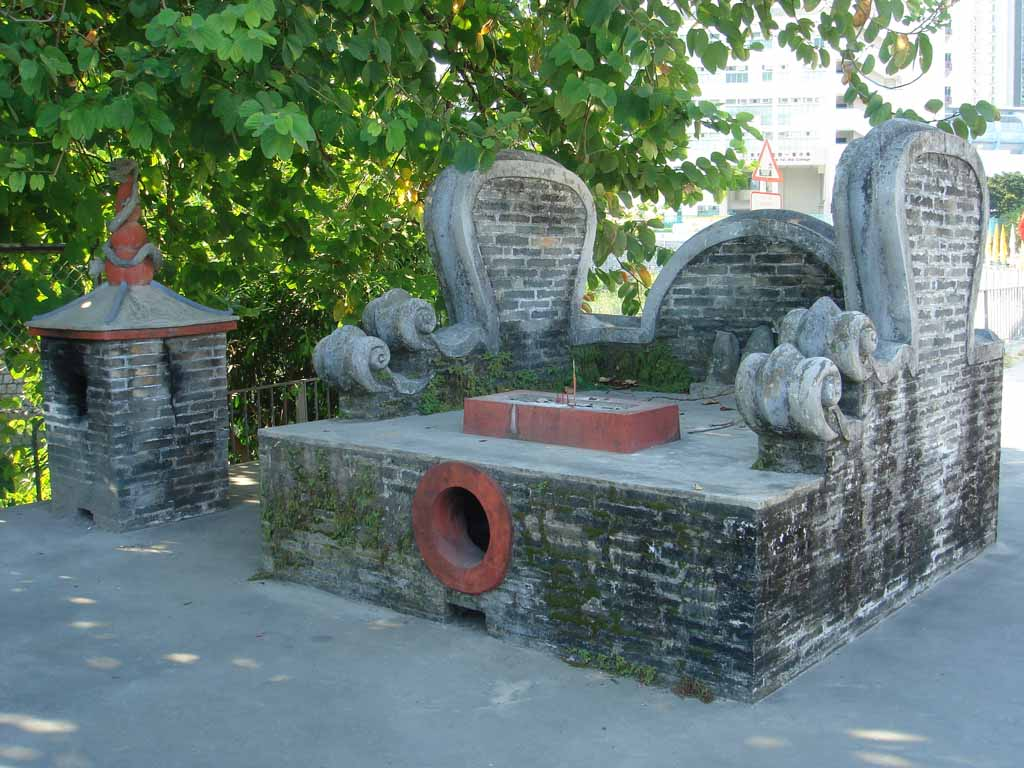
社壇

社壇（又稱為社公、神壇）位於香港屏山上璋圍西面不遠處，村民稱所供奉的神為社公，即土地公。社壇乃屏山文物徑其中一項古蹟，已有數百年歷史。傳統中國村落皆設置社壇，以祈求福澤，保佑闔村平安。社公亦稱伯公、土地公、福德公等等。社壇多為簡單的磚頭砌築而成，多不設神像，只以石頭代表社神。如以石頭代之，而又有土地公婆一對，傳統規矩係：男左女右 (由神像嘅觀點，唔係由拜祭者嘅觀點)，尖石為公，圓石為婆。

## 相片

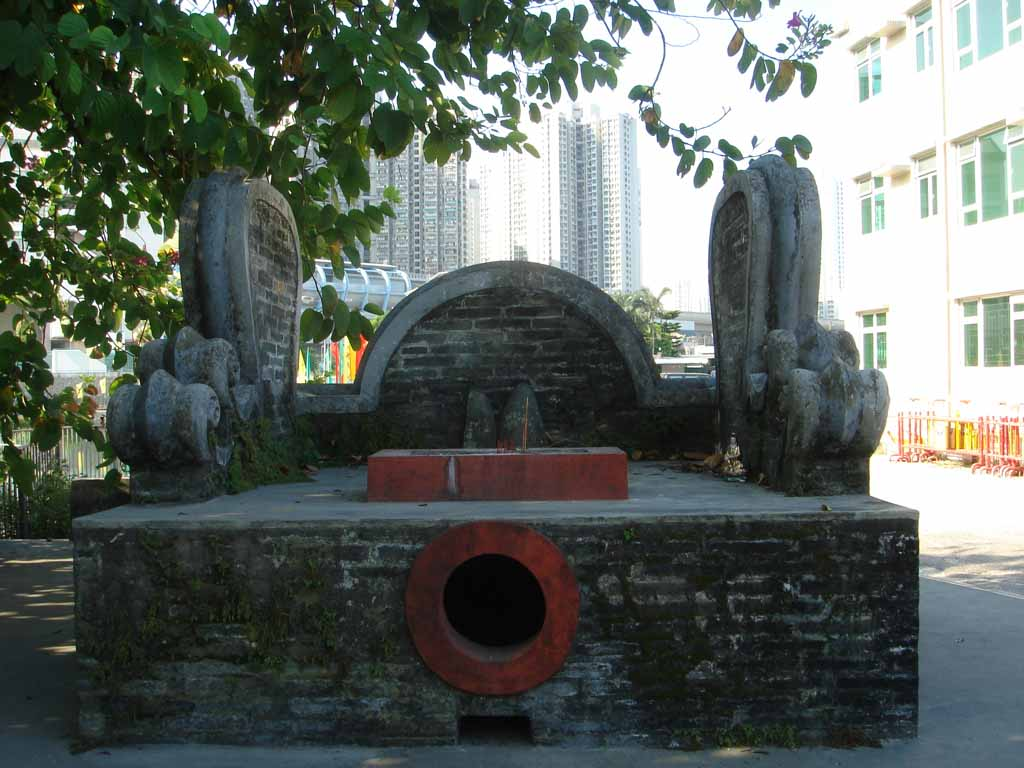
社壇正貌
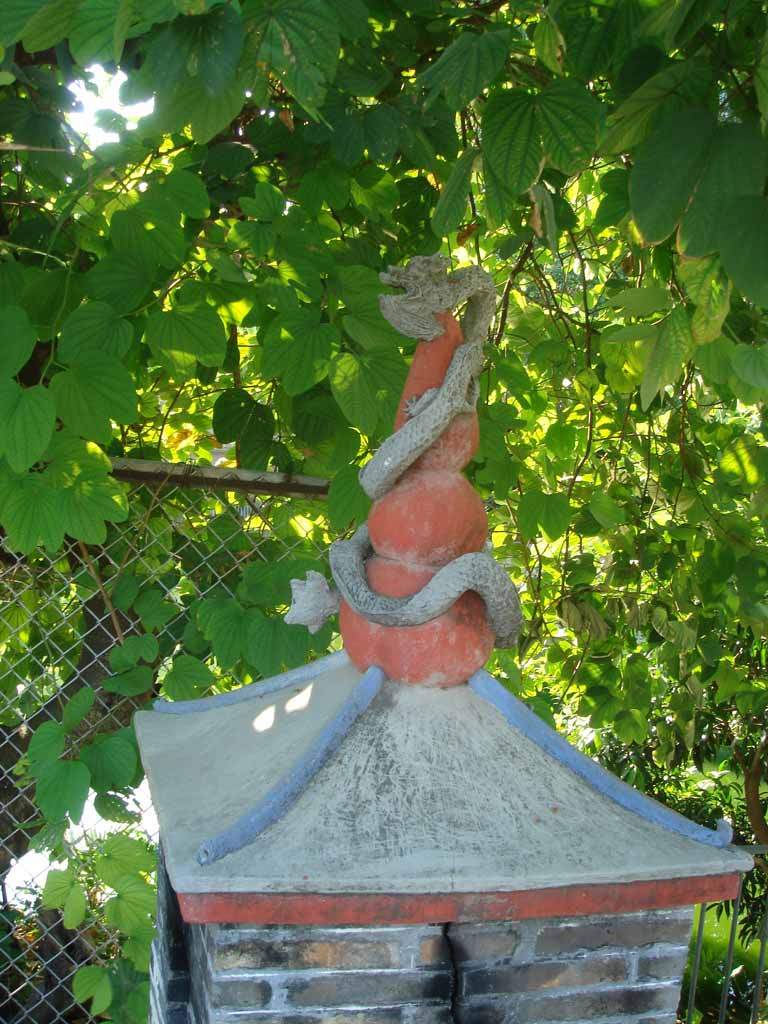
社壇化寶塔頂的龍形雕飾

## 外部連結
- 古物古蹟辦事處 — 社壇 （页面存档备份，存于）